# Boitzenburger Land
Boitzenburger Land is een gemeente in de Duitse deelstaat Brandenburg, en maakt deel uit van de Landkreis Uckermark.
Boitzenburger Land telt 3.112 inwoners.

## Bezienswaardigheid

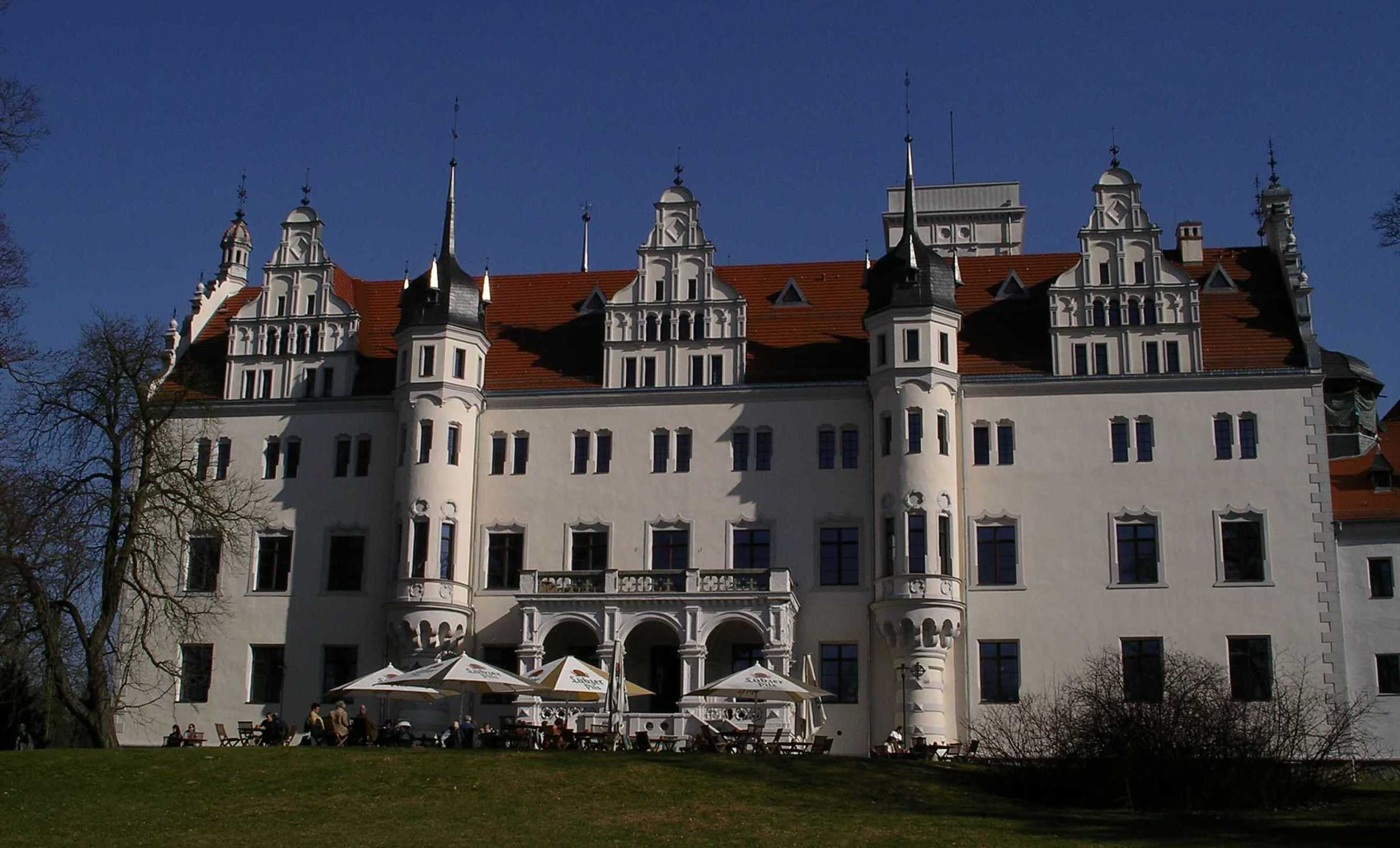
Slot Boitzenburg achterkant